# Mijagava Aszato
Mijagava Aszato (宮川 麻都) (Kanagava prefektúra, 1998. február 24. –) japán válogatott labdarúgó.

## Klub
A labdarúgást a Nippon TV Tokyo Verdy Beleza csapatában kezdte.

## Nemzeti válogatott
2019-ben debütált a japán válogatottban. A japán válogatott tagjaként részt vett a 2019-es világbajnokságon és a 2020. évi nyári olimpiai játékokon. A japán válogatottban 16 mérkőzést játszott.

## Statisztika
| Japán válogatott | Japán válogatott | Japán válogatott |
| Időszak          | Mérk.            | gól              |
| ---------------- | ---------------- | ---------------- |
| 2019             | 9                | 0                |
| 2020             | 2                | 0                |
| 2021             | 5                | 0                |
| Összesen         | 16               | 0                |